# Plasselb
Plasselb (frp. Pyanachiva) – gmina (fr. commune; niem. Gemeinde) w Szwajcarii, w kantonie Fryburg, w okręgu Sense. 

## Demografia
W Plasselb mieszka 1 010 osób. W 2020 roku 6,3% populacji gminy stanowiły osoby urodzone poza Szwajcarią.

## Transport
Przez teren gminy przebiega droga główna nr 178.